# 蒙塔内
蒙塔内（法語：Montaner，法語發音：[mɔ̃tane]）是法国大西洋比利牛斯省的一个市镇，属于波城区。

## 地理
蒙塔内（43°20'44"N, 0°0'31"W）面积19.13 平方千米，位于法国新阿基坦大区大西洋比利牛斯省，该省份为法国东南部省份，涵盖了贝阿恩与北巴斯克，西临大西洋比斯開灣，北至朗德省，东北接热尔省，东临上比利牛斯省，南与西班牙接壤。
与蒙塔内接壤的市镇（或旧市镇、城区）包括：埃斯科内特、圣莱泽、锡亚鲁伊、塔拉扎克、塔拉斯泰克斯、卡斯泰德-多阿特、蓬松代巴普特、蓬蒂亚克-维耶勒潘特、拉马尤。
蒙塔内的时区为UTC+01:00、UTC+02:00（夏令时）。

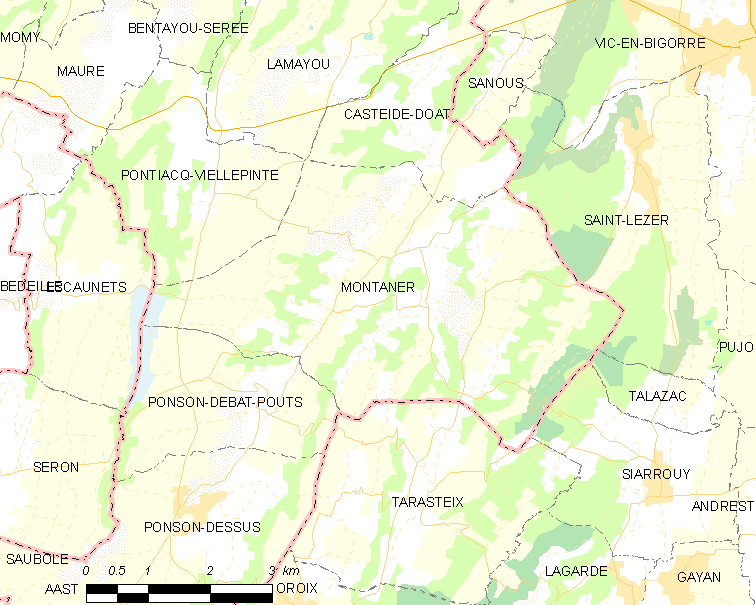
蒙塔内的OSM定位图

## 行政
蒙塔内的邮政编码为64460，INSEE市镇编码为64398。

## 政治
蒙塔内所属的省级选区为莫尔拉斯与蒙塔内雷斯地区县。

## 人口

1962-2008年间蒙塔内人口变化图示

蒙塔内于2022年1月1日时的人口数量为416人。